# Roberto Pereyra
Roberto Maximiliano Pereyra (San Miguel de Tucumán, 1991. január 7. –) argentin labdarúgó, a görög AÉK középpályása.

## Sikerei, díjai
- Juventus
  - Serie A: 2014–15, 2015–16
  - Olasz kupa: 2014–15, 2015–16
  - Olasz szuperkupa: 2015